# Leif Sundell
Leif Sundell (nascut el 15 de febrer de 1958 a Borlänge) és un exàrbitre de futbol ja retirat, de l'Associació Sueca de Futbol. Sundell va arbitrar un total de 262 partits de l'Allsvenskan, el primer nivell del futbol suec, en 22 anys. També va arbitrar 100 partits internacionals durant la seva carrera; dos d'ells van ser partits jugats durant la UEFA Euro 1996 a Anglaterra. En els quarts de final Alemanya contra Croàcia (2:1) va donar un penal i una targeta vermella contra Croàcia.